# Стефаново (Габровська область)
Сте́фаново (болг. Стефаново) — село в Габровській області Болгарії. Входить до складу общини Габрово.

## Населення
За даними перепису населення 2011 року у селі проживали 9 осіб, усі — болгари.
Розподіл населення за віком у 2011 році:
Динаміка населення: